# Kalkkogel
Kalkkogel är en ås i Österrike.   Den ligger i förbundslandet Tyrolen, i den västra delen av landet, 400 km väster om huvudstaden Wien.
I omgivningarna runt Kalkkogel växer i huvudsak barrskog. Runt Kalkkogel är det ganska tätbefolkat, med 80 invånare per kvadratkilometer.